# 伊皮舒納杜帕拉

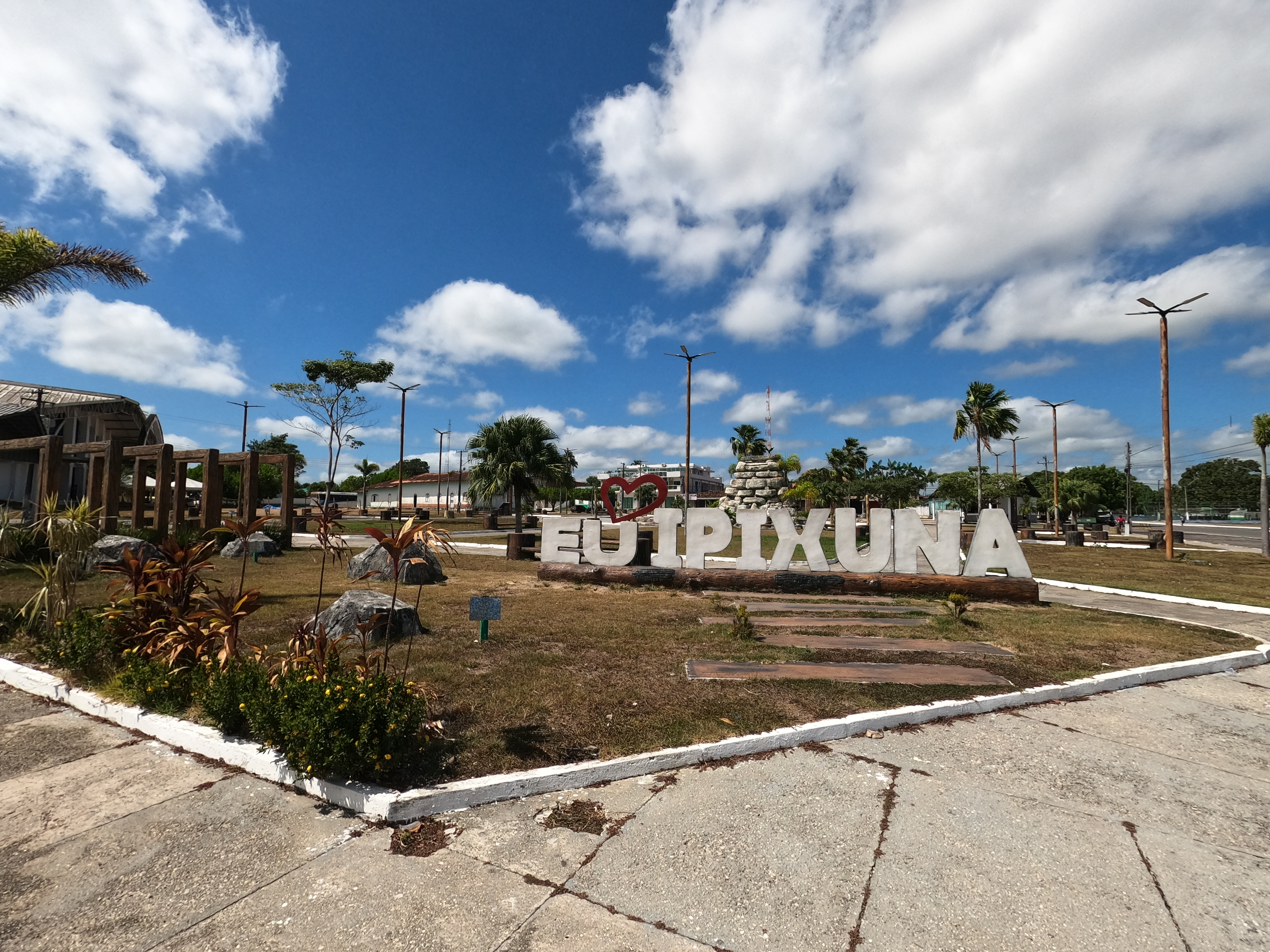
伊皮舒納杜帕拉

伊皮舒納杜帕拉（葡萄牙語：Ipixuna do Pará），是巴西的城鎮，位於該國北部，由帕拉州負責管轄，始建於1991年12月13日，面積5,216平方公里，海拔高度50米，2010年人口51,309，人口密度每平方公里9.84人。